# Микотоксикозы
Микотоксикозы (от др.-греч. μύκης — «гриб» и греч. τοξικός — «ядовитый») — обширная группа неинфекционных заболеваний человека и животных, вызванные интоксикацией микотоксинами (токсинами микромицетов), которые проникли в организм различными путями (основной путь — алиментарный, то есть с продуктами питания). Проявляются в острой и хронической формах.

## Микотоксины
Микотоксины это обширная группа ядовитых соединений, представляющие собой вторичные метаболиты, которые продуцируется плесневыми микроскопическими грибами — микромицетами. Все микотоксины — контаминанты. Действия микотоксинов на организм человека и животных также разнообразны. Так, например, большинство трихотеценовых микотоксинов обладают сильным миелотоксичным воздействием (поражают костный мозг), а охратоксины — нефротоксичностью. Можно выделить несколько основных групп:
- Афлатоксины
- Охратоксины
- Трихотецены
- Фумонизины
- Патулин.

Наиболее опасны афлатоксины, так как обладают очень высокой токсичностью, гепатотоксичностью и гепатоканцерогенным действием.
Примеры микотоксинов

Дезоксиниваленол или вомитоксин — трихотеценовый микотоксин типа В, высокотоксичен, вызывает сильнейшую интоксикацию, сопровождаемой упорной рвотой и поражением ЖКТ.
Афлатоксин B1 — широко распространённый микотоксин, чрезвычайно токсичное вещество, с сильнейшим гепатотоксическим и  гепатоканцерогенным воздействием. Продуцируется плесневыми грибами рода Аспергилл — Aspergillus flavus и Aspergillus parasiticus.
Цитринин — высокотоксичное вещество, мутаген, обладает бактериостатическим и бактерицидным воздействием, однако, из-за своей нефротоксичности не используется в качестве антибиотика.
Охратоксин А — микотоксин продуцируемый некоторыми видами плесневых грибов рода Аспергилл и Пеницилл. Чрезвычайно токсичен, сильный мутаген, тератоген, обладает сильнейшей нефротоксичностью, подавляет иммунную систему (иммуносупрессор).
Фумонизин B1 — микотоксин, продуцируемый микромицетами из рода Фузариум (Fusarium moniliforme, Fusarium verticillioidesи др.), структурный аналог биомембран, легко встраивается в них и тем самым вызывает повреждения клеток, является канцерогеном (вызывает рак пищевода)[1].
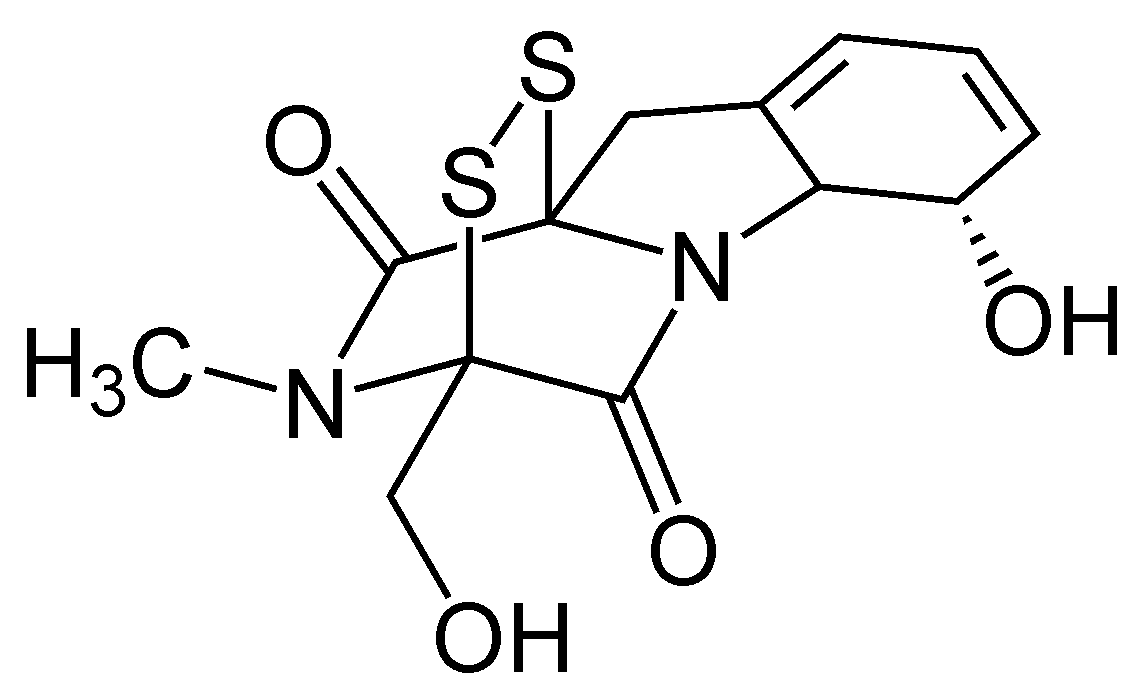
Глиотоксин — серосодержащий микотоксин, продуцируется грибом микромицетом Аспергиллом дымящим (Aspergillus fumigatus). Высотоксичен, обладает иммунодепрессивным воздействием, цитотоксичен, Помимо этого у глиотоксина обнаружены антиобиотические свойства по отношению к грамположительным бактериям, однако, ввиду своей цитотоксичности и оказываемого на организм человека иммунодепрессивного эффекта, его невозможно применять.

## Этиология

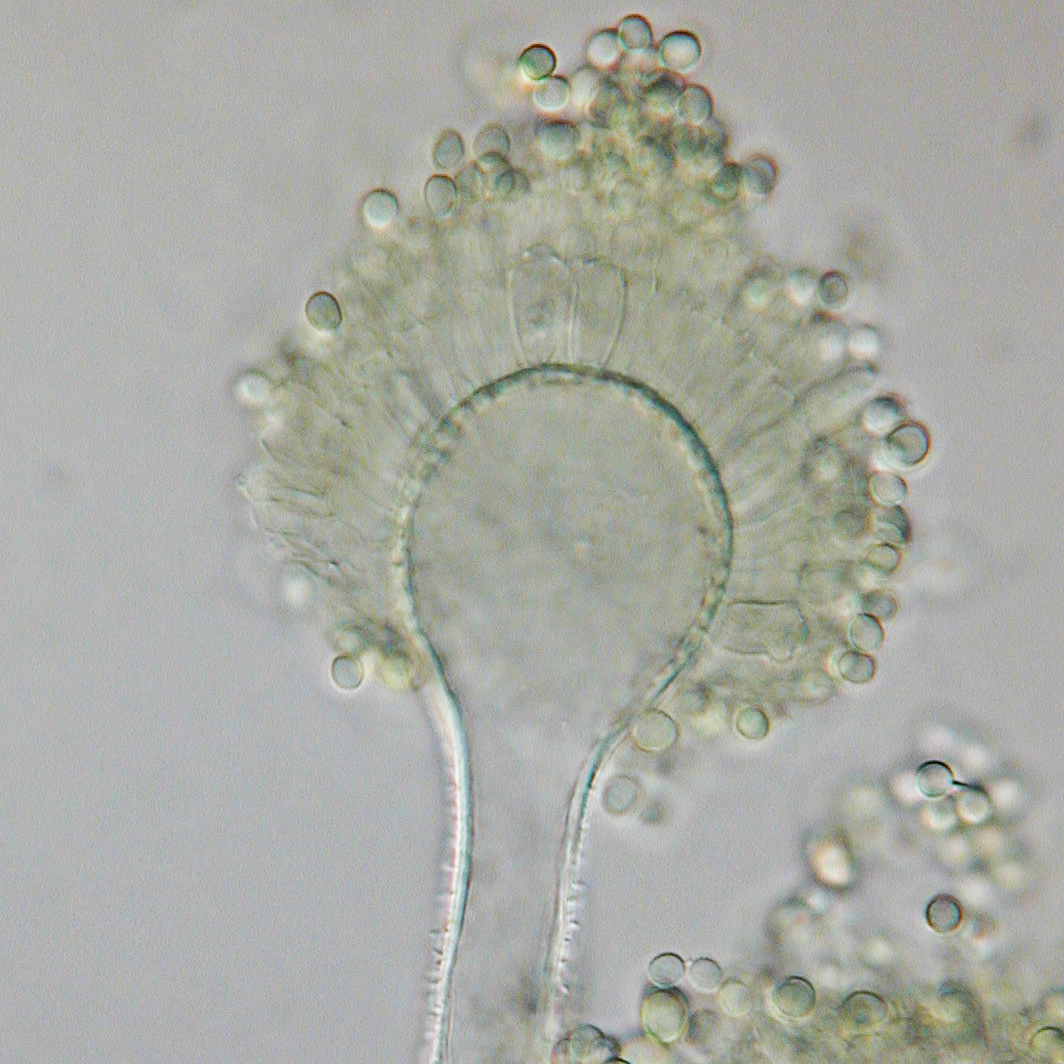
«Жёлтая плесень» или Aspergillus flavus, продуцирует группу смертельно опасных афлатоксинов. На фото конидия Аспергилла.

Основой этиoлогии микотоксикозов являются контаминированные (загрязнённые) микотоксинами продукты питания, которые могут быть употреблены, тем самым вызвав интоксикацию. Контаминация (загрязнение) продуктов питания может происходить практически на всех стадиях производства. Ввиду высокой устойчивости многих микотоксинов к термообработке, повышается риск к интоксикации при употреблении продуктов, содержащих их. Основные пищевые продукты, которые могут быть поражены микотоксинами:
- прежде всего это продукты с повышенным содержанием растительных масел и крахмала — арахис, семена подсолнечника, семена кунжута, бобовые и зерновые культуры (рис, кукуруза, горох, нут), и т.д.
- в меньшей степени это продукты животного происхождения — мясо, молоко и молочные продукты, яйца. Однако несмотря на меньшую степень контаминации, не стоит исключать их из списка продуктов, которые могут стать источником серьёзных интоксикаций.

Помимо алиментарного пути проникновения в организм человека и животных существуют ещё респираторный (пневмональный или дыхательный) и дермальный (кожный).

## Патогенез
Различают первичный или острый микотоксикоз, который развивается в течение небольшего отрезка времени после воздействия микотоксина в достаточном количестве (токсичном, сублетальном или летальном) и хронический, который характеризуется довольно долгим периодом воздействия на организм в малых (нетоксичных) дозах.

## Предупреждение микотоксикозов
Профилактика микотоксикозов преследует несколько целей:
- обеспечение безопасности производства (на всех её этапах включая сбор сырья), хранения и транспортировки продуктов питания и кормов, тем самым снижая риски возникновения интоксикаций у человека и животных.
- сохранение здоровья человека, посредством соблюдения норм и правил гигиены питания.
- внедрение стандартов менеджмента безопасности пищевых продуктов.

## Безопасность продуктов питания
В настоящее время многие государства мира внедряют на пищевых производствах стандарты качества и безопасности, к одному из которых относят ХАССП (HACCP, сокр. от англ. Hazard Analysis and Critical Control Points — анализ риска и критические контрольные точки). Внедрение такого рода стандарта на пищевом производстве позволяет повысить безопасность и качество производимого продукта.